# Gian Petro Gaffori
Gian-Petro Gaffori (1704-1753) fou un polític cors nascut a Corte, metge de professió. El 1745 va ser nomenat secretari del rei Theodor von Neuhoff i membre del triumvirat nomenat com a Protectors de la nació a la Consulta d'Orezza per a lluitar contra Gènova en la defensa de la República de Còrsega. El 1746 va ocupar Corte als genovesos. Va dominar l'interior de l'illa i el 1751 fou nomenat General de la Nació. Traït pel seu germà, va caure en una emboscada dels genovesos i va morir el 3 d'octubre de 1753 als afores de Corte.